# 리처드 바넷

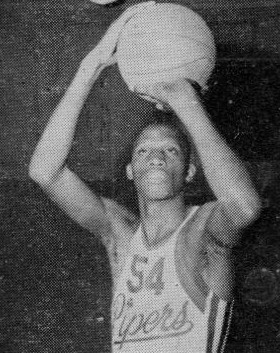

딕 바넷(Dick Barnett, 본명: 리처드 바넷, 본명 영어: Richard Barnett, 1936년 10월 2일~2025년 4월 27일)은 미국의 프로 농구 선수로, NBA(전미 농구 협회)에서 시러큐스 내셔널스, 로스앤젤레스 레이커스, 뉴욕 닉스에서 슈팅 가드로 활약했다. 그는 닉스에서 두 번의 NBA 챔피언십 우승을 차지했다. 바넷은 또한 미국 농구 리그(ABL)의 클리블랜드 파이퍼스 소속이기도 했다. 그는 테네시 A&I 주립 타이거스에서 대학 농구를 뛰었다. 바넷은 2024년 네이스미스 농구 명예의 전당에 헌액되었다.

## 경력
- 1959–1961 시러큐스 내셔널스
- 1961–1962 클리블랜드 파이퍼스
- 1962–1965 로스앤젤레스 레이커스
- 1965–1973 뉴욕 닉스

### 주요 경력
- NBA 챔피언 2회(1970, 1973)
- NBA 올스타(1968)
- ABL 챔피언(1962)
- All-ABL 퍼스트 팀(1962)
- 뉴욕 닉스 영구 결번 12번
- NAIA 챔피언 3회(1957–1959)
- AP 리틀 칼리지 올아메리칸 3회(1957–1959)
- UPI 리틀 칼리지 올아메리칸 2회(1958, 1959)
- NAIA 토너먼트 MVP 2회(1958, 1959)